# 1983 (serial)
1983 este un serial de televiziune, transmis în streaming, thriller polonez produs și lansat de Netflix la 30 noiembrie 2018. Serialul, creat și scris de Joshua Long și bazat pe o idee originală a lui Long și Maciej Musiał, are loc într-o linie temporală alternativă în care căderea Republicii Populare Comuniste Polone nu a avut loc niciodată, iar Cortina de Fier este încă în vigoare. A fost primul serial original polonez produs de Netflix.

## Premisă
Serialul are loc în 2003; un atac terorist coordonat în mai multe locuri a avut loc în Polonia în 1983, care a schimbat cursul istoriei. Cortina de Fier este încă în vigoare și Războiul Rece nu s-a încheiat niciodată. Studentul la drept Kajetan (Maciej Musiał) și anchetatorul Miliției cetățenești⁠(d) (Milicja Obywatelska) Anatol (Robert Więckiewicz) descoperă o conspirație care ar putea declanșa o revoluție.

## Setări
Povestea este plasată într-o Varșovie sumbră și rece, în care blocuri de apartamente dărăpănate și murdare în stil sovietic stau alături de clădiri futuriste și impunătoare ale guvernului și ale poliției. Poliția secretă a Biroului de Securitate utilizează acum mecanisme de supraveghere computerizată, urmărind telefoanele mobile și digitalizând datele cetățenilor (clasificate în funcție de „nivelul de pericol”). Oamenii trebuie să-și scaneze cărțile de identitate digitale înainte de a intra în clădirile guvernamentale, lăsând o evidență a activităților lor.
Societatea este condusă de „Partid”, o elită privilegiată care se bucură de o educație bună, un statut economic și social ridicat și trăiește în ansambluri închise. Restul populației nu este interesat de politică și este distras prin efugionism și consumerism, cel puțin pentru bunuri care nu sunt cenzurate sau interzise. Multe cărți occidentale sunt cenzurate. „Brigada Ușoară”, un grup de tineri luptători în rezistență, se opun acestei dictaturi.
Se presupune că Polonia a avut o imigrație masivă din Indochina și, în special, din republica socialistă Vietnam. Unele scene de noapte plasate în cartierele asiatice supraaglomerate amintesc de filmul Blade Runner (1982) de Ridley Scott.
Există puține referințe explicite la comunism în serial (nu există statui ale lui Lenin pe străzi, nici stele roșii pe uniforme sau cântece revoluționare). Regimul a creat un stat orwellian, al cărui singur scop ideologic este suprimarea disidenței și controlul indivizilor.

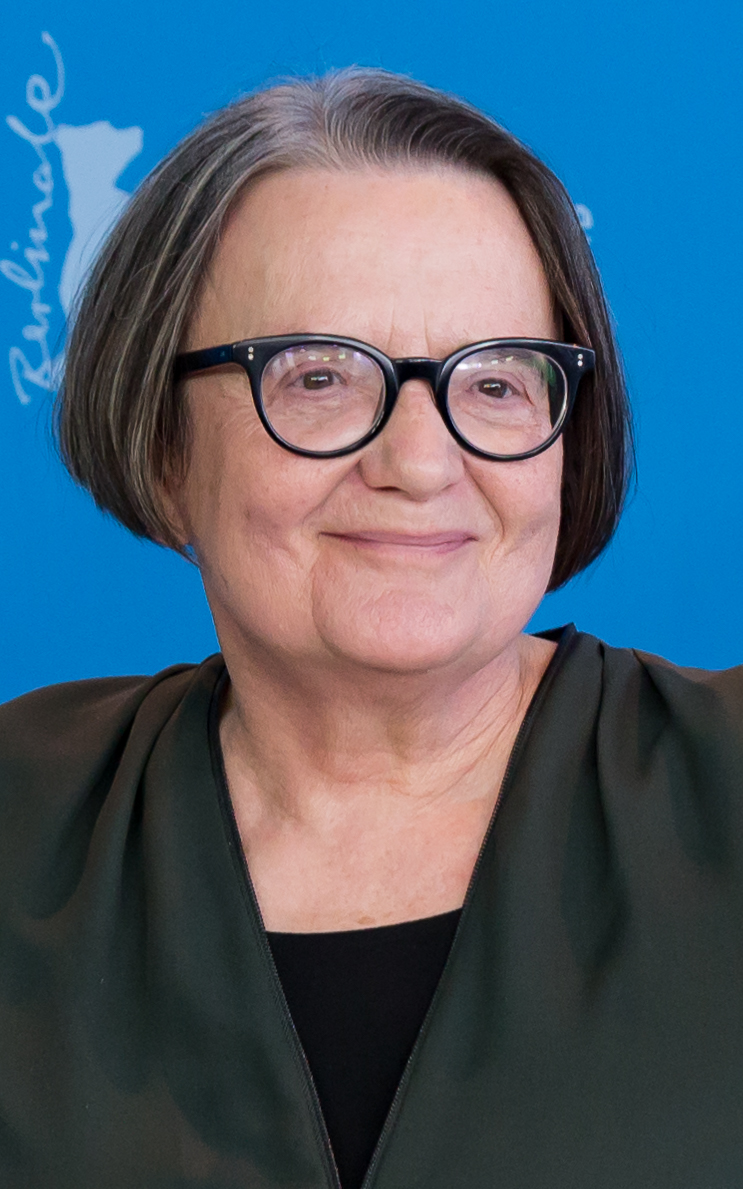
Agnieszka Holland, unul dintre regizorii serialului.

## Distribuție

### Roluri principale
- Maciej Musiał – Kajetan Skowron[5]
- Robert Więckiewicz – Anatol Janów
- Michalina Olszańska⁠(d) – Ofelia Ibrom
- Zofia Wichłacz⁠(d) – Karolina Lis
- Andrzej Chyra⁠(d) – Władysław Lis

### Roluri secundare
- Ewa Błaszczyk⁠(d) – Maria Gierowska[5]
- Edyta Olszówka – Julia Stępińska
- Agnieszka Żulewska – Maja Skowron
- Wojciech Kalarus – Mikołaj Trojan
- Mirosław Zbrojewicz⁠(d) – Kazimierz Świętobór
- Patrycja Volny⁠(d) – Dana Rolbiecki
- Vu Le Hong – Bao Chu ("Unchiul")
- Clive Russell⁠(d) – William Keating
- Mateusz Kościukiewicz⁠(d) – Kamil Zatoń

## Episoade
| Nr. | Titlu                     | Regizat de                               | Scris de    | Data lansării     |
| --- | ------------------------- | ---------------------------------------- | ----------- | ----------------- |
| 1 | „Implicare” „Uwikłanie”   | Agnieszka Holland și Katarzyna Adamik⁠(d) | Joshua Long | 30 noiembrie 2018 |
| Are loc în 2003, într-o Polonie totalitară. După ce Polonia a suferit o serie de bombardamente teroriste masive în 1983, Războiul Rece nu sa încheiat niciodată, așa că Cortina de Fier a rămas pe loc. Un tânăr student la drept și un bătrân detectiv obosit încep să descopere dovezi ale unei conspirații și află despre Brigada Ușoară, o mișcare de rezistență. |                           |                                          |             |                   |
| 2 | „Restabilire”             | Agnieszka Holland și Katarzyna Adamik    | Joshua Long | 30 noiembrie 2018 |
| 3 | „Aliniament” „Układ”      | Katarzyna Adamik                         | Joshua Long | 30 noiembrie 2018 |
| 4 | „Consecințe” „Reperkusje” | Katarzyna Adamik                         | Joshua Long | 30 noiembrie 2018 |
| 5 | „Sanctuar” „Sanktuarium”  | Olga Chajdas                             | Joshua Long | 30 noiembrie 2018 |
| 6 | „Subversiune” „Zdrada”    | Olga Chajdas                             | Joshua Long | 30 noiembrie 2018 |
| 7 | „S.O.S.”                  | Agnieszka Smoczyńska⁠(d)                  | Joshua Long | 30 noiembrie 2018 |
| 8 | „Recviem”                 | Katarzyna Adamik                         | Joshua Long | 30 noiembrie 2018 |

## Producție
La 6 martie 2018, Netflix a anunțat că serialul este în producție, fiind format dintr-un sezon de 8 episoade. La 2 octombrie 2018, a fost lansată prima reclamă a serialului, care a avut premiera la nivel global la 30 noiembrie.
S-a avut în vedere producția unui al doilea sezon.
Filmările pentru primul sezon au fost realizate, printre altele, la Varșovia, Lublin, Łódź (Palatul I. Poznański⁠(d)), precum și în Wrocław, la Castelul Książ din Wałbrzych și în alte locuri din Silezia Inferioară.